# Micrurus
Micrurus – rodzaj jadowitych węży z rodziny zdradnicowatych (Elapidae).

## Zasięg występowania
Rodzaj obejmuje gatunki występujące w Ameryce (Stany Zjednoczone, Meksyk, Belize, Gwatemala, Salwador, Honduras, Nikaragua, Kostaryka, Panama, Kolumbia, Trynidad, Wenezuela, Gujana, Surinam, Gujana Francuska, Brazylia, Peru, Ekwador, Boliwia, Paragwaj, Urugwaj i Argentyna).

## Charakterystyka
Węże z rodzaju Micrurus są bardzo jaskrawo ubarwione (kombinacja kolorów czarnego, żółtego i czerwonego), sygnalizując potencjalnym wrogom, że są bardzo jadowite. Niektóre niejadowite węże np. Simophis rhinostoma naśladują ubarwienie koralówek (mimikra), chroniąc się tym samym przed atakami drapieżników.

## Systematyka

### Etymologia
- Elaps: nowołac. elaps „wąż”, od gr. ελλοψ ellops, ελλοπος ellopos (także ελοψ elops, ελοπος elopos) „rodzaj jakiegoś węża”[7]. Gatunek typowy: Coluber lemniscatus Linnaeus, 1758.
- Micrurus: gr. μικρος mikros „mały”[8]; κερκος kerkos „ogon”[9].

### Podział systematyczny
Do rodzaju należą następujące gatunki: 

- Micrurus albicinctus Amaral, 1925
- Micrurus alleni K. Schmidt, 1936
- Micrurus altirostris (Cope, 1860)
- Micrurus ancoralis Jan, 1872
- Micrurus anibal Nascimento, Graboski, Silva Jr & Prudente, 2024
- Micrurus annellatus (W. Peters, 1871)
- Micrurus apiatus (Jan, 1858)
- Micrurus averyi K. Schmidt, 1939
- Micrurus baliocoryphus (Cope, 1862)
- Micrurus bocourti (Jan, 1872)
- Micrurus bogerti Roze, 1967
- Micrurus boicora Bernarde, Turci, Abegg & Franco, 2018
- Micrurus bonita Nascimento, Graboski, Silva Jr & Prudente, 2024
- Micrurus brasiliensis Roze, 1967
- Micrurus camilae Renjifo & Lundberg, 2003
- Micrurus carvalhoi Roze, 1967
- Micrurus circinalis (A.M.C. Duméril, Bibron & A.H.A. Duméril, 1854)
- Micrurus clarki K. Schmidt, 1936
- Micrurus corallinus (Merrem, 1820) – koralówka brazylijska[10]
- Micrurus decoratus (Jan, 1858)
- Micrurus diana Roze, 1983
- Micrurus diastema (A.M.C. Duméril, Bibron & A.H.A. Duméril, 1854) – koralówka atlantycka
- Micrurus dissoleucus Cope, 1860
- Micrurus distans Kennicott, 1860
- Micrurus diutius Burger, 1955
- Micrurus dumerilii Jan, 1858
- Micrurus elegans Jan, 1858
- Micrurus ephippifer (Cope, 1886)
- Micrurus filiformis (Günther, 1859)
- Micrurus frontalis A.M.C. Duméril, Bibron & A.H.A. Duméril, 1854 – koralówka argentyńska[6]
- Micrurus frontifasciatus (F. Werner, 1927)
- Micrurus fulvius (Linnaeus, 1766) – koralówka arlekin[11]
- Micrurus helleri K. Schmidt & F. Schmidt, 1925
- Micrurus hemprichii (Jan, 1858)
- Micrurus hippocrepis (W. Peters, 1862) – karalówka Majów[11]
- Micrurus ibiboboca (Merrem, 1820)
- Micrurus isozonus (Cope, 1860)
- Micrurus janisrozei Nascimento, Graboski, Silva Jr & Prudente, 2024
- Micrurus langsdorffi (Wagler, 1824)
- Micrurus laticollaris W. Peters, 1870
- Micrurus latifasciatus K. Schmidt, 1933
- Micrurus lemniscatus (Linnaeus, 1758)
- Micrurus limbatus Fraser, 1964
- Micrurus margaritiferus Roze, 1967
- Micrurus medemi Roze, 1967
- Micrurus meridensis Roze, 1989
- Micrurus mertensi K. Schmidt, 1936
- Micrurus michoacanensis Duges, 1891
- Micrurus mipartitus (A.M.C. Duméril, Bibron & A.H.A. Duméril, 1854) – koralówka czerwonoogonowa[11]
- Micrurus mosquitensis K. Schmidt, 1933
- Micrurus multifasciatus Jan, 1858 – koralówka wielopasa[11]
- Micrurus multiscutatus Rendahl(inne języki) & Vestergren, 1940
- Micrurus nattereri K. Schmidt, 1952
- Micrurus nigrocinctus (Girard, 1854) – koralówka czarnopasa
- Micrurus obscurus (Jan, 1872)
- Micrurus oligoanellatus Ayerbe & López, 2002
- Micrurus oliveri Roze, 1967
- Micrurus ornatissimus (Jan, 1858)
- Micrurus ortoni (K. Schmidt, 1953)
- Micrurus pacaraimae Morato de Carvalho, 2002
- Micrurus paraensis da Cunha & Nascimento, 1973
- Micrurus peruvianus K. Schmidt, 1936
- Micrurus petersi Roze, 1967
- Micrurus potyguara Pires, da Silva Jr., Feitosa, Costa-Prudente, Pereira Filho & Zaher, 2014
- Micrurus proximans H.M. Smith & Chrapliwy, 1958
- Micrurus psyches (Daudin, 1803)
- Micrurus putumayensis Lancini, 1962
- Micrurus pyrrhocryptus (Cope, 1862)
- Micrurus remotus Roze, 1987
- Micrurus ruatanus (Günther, 1895)
- Micrurus sangilensis Nicéforo Maria, 1942
- Micrurus serranus Harvey, Aparicio & Gonzáles, 2003
- Micrurus silviae Di-Bernardo(inne języki), Borges-Martins & da Silva Jr., 2007
- Micrurus spixii Wagler, 1824 – koralówka olbrzymia[10]
- Micrurus spurrelli (Boulenger, 1914)
- Micrurus steindachneri (F. Werner, 1901)
- Micrurus stewarti Barbour & Amaral, 1928
- Micrurus stuarti Roze, 1967
- Micrurus surinamensis (Cuvier, 1817)
- Micrurus tener Baird & Girard, 1853
- Micrurus tikuna Feitosa, da Silva Jr, Pires, Zaher & Costa-Prudente, 2015
- Micrurus tricolor (Hoge, 1956)
- Micrurus tschudii Jan, 1858